# Kamińskie Ocioski
Kamińskie Ocioski – wieś w Polsce położona w województwie podlaskim, w powiecie białostockim, w gminie Poświętne.
| SIMC    | Nazwa   | Rodzaj    |
| ------- | ------- | --------- |
| 0038570 | Glinki  | część wsi |
| 0038586 | Krucie  | część wsi |
| 0038592 | Pantosy | część wsi |

W latach 1975–1998 miejscowość administracyjnie należała do województwa białostockiego.
Wierni kościoła rzymskokatolickiego należą do parafii Przemienienia Pańskiego w Poświętnem.